# Sashi Rawal
Pour les articles homonymes, voir Rawal.
Sashi Rawal (née le 12 septembre à Katmandou, Népal) est une  musicienne et chanteuse népalaise. Elle a remporté un Image Award en 2008 pour la chanson Chahana Sakiyo.